# 군산시의 국회의원

## 군산시의 역대 국회의원 일람
| 대수         | 이름           | 소속정당           | 임기                               | 선거구역 |
| ------------ | -------------- | ------------------ | ---------------------------------- | --- |
| 제1대        | 윤석구(尹錫龜) | 무소속             | 1948년 5월 31일 ~ 1950년 5월 30일  | 군산부 일원(제2선거구) |
| 제1대        | 이요한(李要漢) | 대한독립촉성국민회 | 1948년 5월 31일 ~ 1950년 5월 30일  | 옥구군 일원(제13선거구) |
| 제2대        | 변광호(邊光鎬) | 민주국민당         | 1950년 5월 31일 ~ 1954년 5월 30일  | 군산시 일원(제2선거구) |
| 제2대        | 지연해(池蓮海) | 무소속             | 1950년 5월 31일 ~ 1954년 5월 30일  | 옥구군 일원(제20선거구) |
| 제3대        | 김판술(金判述) | 민주국민당         | 1954년 5월 31일 ~ 1958년 5월 30일  | 군산시 일원(제2선거구) |
| 제3대        | 양일동(梁一東) | 무소속             | 1954년 5월 31일 ~ 1958년 5월 30일  | 옥구군 일원(제20선거구) |
| 제4대        | 김원전(金元全) | 자유당             | 1958년 5월 31일 ~ 1960년 7월 28일  | 군산시 일원(제3선거구) |
| 제4대        | 양일동(梁一東) | 무소속             | 1958년 5월 31일 ~ 1960년 7월 28일  | 옥구군 일원(제22선거구) |
| 제5대 민의원 | 김판술(金判術) | 민주당             | 1960년 7월 29일 ~ 1961년 5월 16일  | 군산시 일원(제3선거구) |
| 제5대 민의원 | 양일동(梁一東) | 민주당             | 1960년 7월 29일 ~ 1961년 5월 16일  | 옥구군 일원(제22선거구) |
| 제6대        | 고형곤(高亨坤) | 민정당             | 1963년 12월 17일 ~ 1967년 6월 30일 | 군산시·옥구군 일원(제2선거구) |
| 제7대        | 차형근(車亨根) | 민주공화당         | 1967년 7월 1일 ~ 1971년 6월 30일   | 군산시·옥구군 일원(제2선거구) |
| 제8대        | 강근호(姜根鎬) | 신민당             | 1971년 7월 1일 ~ 1972년 10월 17일  | 군산시·옥구군 일원(제2선거구) |
| 제9대        | 채영철(蔡榮喆) | 민주공화당         | 1973년 3월 12일 ~ 1979년 3월 11일  | 군산시·옥구군·이리시·익산군 일원(제2선거구) |
| 제9대        | 김현기(金顯基) | 신민당             | 1973년 3월 12일 ~ 1979년 3월 11일  | 군산시·옥구군·이리시·익산군 일원(제2선거구) |
| 제10대       | 김현기(金顯基) | 신민당             | 1979년 3월 12일 ~ 1980년 10월 27일 | 군산시·옥구군·이리시·익산군 일원(제2선거구) |
| 제10대       | 채영철(蔡榮喆) | 민주공화당         | 1979년 3월 12일 ~ 1980년 10월 27일 | 군산시·옥구군·이리시·익산군 일원(제2선거구) |
| 제11대       | 고판남(高判南) | 민주정의당         | 1981년 4월 11일 ~ 1985년 4월 10일  | 군산시·옥구군 일원(제2선거구) |
| 제11대       | 김길준(金吉俊) | 무소속             | 1981년 4월 11일 ~ 1985년 4월 10일  | 군산시·옥구군 일원(제2선거구) |
| 제12대       | 고건(高建)     | 민주정의당         | 1985년 4월 11일 ~ 1988년 5월 29일  | 군산시·옥구군 일원(제2선거구) |
| 제12대       | 김봉욱(金奉旭) | 민주한국당         | 1985년 4월 11일 ~ 1988년 5월 29일  | 군산시·옥구군 일원(제2선거구) |
| 제13대       | 채영석(蔡映錫) | 평화민주당         | 1988년 5월 30일 ~ 1992년 5월 29일  | 군산시 일원 |
| 제13대       | 김봉욱(金奉旭) | 평화민주당         | 1988년 5월 30일 ~ 1992년 5월 29일  | 옥구군 일원 |
| 제14대       | 채영석(蔡映錫) | 민주당             | 1992년 5월 30일 ~ 1996년 5월 29일  | 군산시 일원 |
| 제14대       | 강철선(姜喆善) | 민주당             | 1992년 5월 30일 ~ 1996년 5월 29일  | 옥구군 일원 |
| 제15대       | 채영석(蔡映錫) | 새정치국민회의     | 1996년 5월 30일 ~ 2000년 5월 29일  | 군산시 갑: 임피면, 서수면, 대야면, 개정면, 성산면, 나포면, 월명동, 삼학동, 선양동, 명산동, 중앙로1가동, 중앙로2가동, 중앙로3가동, 미원동, 중동, 흥남동, 조촌동, 경암동, 구암동, 개정동, 수송동                                            |
| 제15대       | 강현욱(姜賢旭) | 신한국당           | 1996년 5월 30일 ~ 2000년 5월 29일  | 군산시 을: 옥구읍, 옥산면, 회현면, 옥도면, 옥서면, 해망동, 신흥동, 오룡동, 신풍동, 나운1동, 나운2동, 소룡동, 미성동 |
| 제16대       | 강현욱(姜賢旭) | 새천년민주당       | 2000년 5월 30일 ~ 2002년 6월 30일  | 군산시 일원 |
| 제16대       | 강봉균(康奉均) | 새천년민주당       | 2002년 8월 9일 ~ 2004년 5월 29일   | 군산시 일원 |
| 제17대       | 강봉균(康奉均) | 열린우리당         | 2004년 5월 30일 ~ 2008년 5월 29일  | 군산시 일원 |
| 제18대       | 강봉균(康奉均) | 통합민주당         | 2008년 5월 30일 ~ 2012년 5월 29일  | 군산시 일원 |
| 제19대       | 김관영(金寬永) | 민주통합당         | 2012년 5월 30일 ~ 2016년 5월 29일  | 군산시 일원 |
| 제20대       | 김관영(金寬永) | 국민의당           | 2016년 5월 30일 ~ 2020년 5월 29일  | 군산시 일원 |
| 제21대       | 신영대(申榮大) | 더불어민주당       | 2020년 5월 30일 ~ 2024년 5월 29일  | 군산시 일원 |
| 제22대       | 신영대(申榮大) | 더불어민주당       | 2024년 5월 30일 ~                  | 군산시·김제시·부안군 갑: 군산시 옥구읍, 옥산면, 임피면, 서수면, 개정면, 성산면, 나포면, 옥도면, 옥서면, 해신동, 월명동, 신풍동, 삼학동, 중앙동, 홍남동, 조촌동, 경암동, 구암동, 개정동, 수송동, 나운1동, 나운2동, 나운3동, 소룡동, 미성동 |
| 제22대       | 이원택(李源澤) | 더불어민주당       | 2024년 5월 30일 ~                  | 군산시·김제시·부안군 을: 군산시 대야면, 회현면, 김제시 일원, 부안군 일원 |

## 같이 보기
- 군산시 (1988년 선거구)
- 옥구군 (1988년 선거구)
- 전주시의 국회의원
- 익산시의 국회의원
- 김제시의 국회의원
- 정읍시의 국회의원
- 고창군의 국회의원
- 부안군의 국회의원
- 옥구군의 국회의원
- 군산시 갑
- 군산시 을
- 군산시 (2000년 선거구)
- 군산시·김제시·부안군 갑
- 군산시·김제시·부안군 을